# Френк Сејкер
Френк Сејкер (енгл. Frank Warren Saker; Торонто, 10. август 1907 — Торонто, 6. април 1980) бивши је канадски кануиста на мирним водама који се такмичио на Олимпијским играма 1936. у Берлину. Веслао је у пару са својим земљаком Харвијем Чартерсом.
Учествовали су у трци кануа двоклека Ц-2 на 1.000 метара и освојили бронзану медаљу. У истом саставу веслали су и у трци на 10.000 метара где су били успешнији освојивши сребрну медаљу.
Заједно су били први на канадском првенству 1935. године.
За Сејкера Олимпијске игре 1936. су биле једино велико међународно такмичење. Након Игара, престао је да учествује на такмичењима.